# Hoa hậu Hoàn vũ 1970
Hoa hậu Hoàn vũ 1970 là lần thứ 19 của cuộc thi Hoa hậu Hoàn vũ, được tổ chức tại Nhà hát thính phòng Miami Beach bang Florida, Hoa Kỳ với sự tham gia của 64 thí sinh, chiến thắng thuộc về người đẹp Puerto Rico, Marisol Malaret. Những thí sinh dự thi cũng được tới thăm Expo '70, tổ chức tại Osaka, Nhật Bản.

## Kết quả

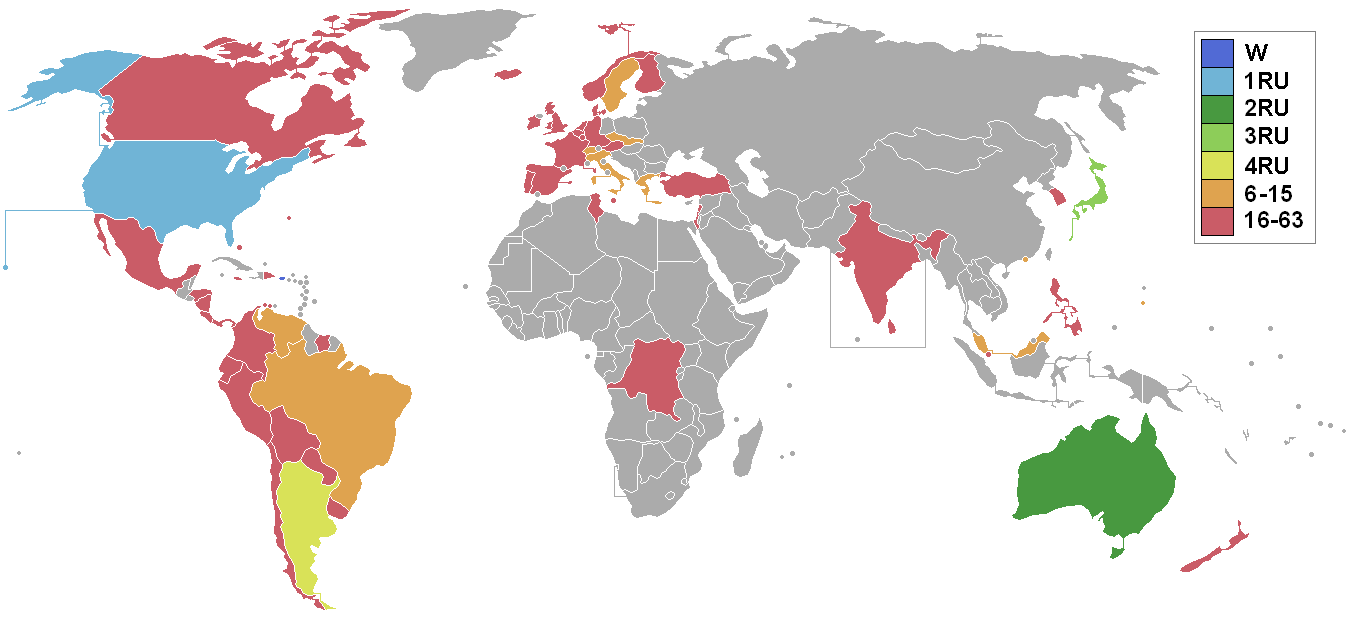
Các nước và vùng lãnh thổ tham gia Hoa hậu Hoàn vũ 1970 và kết quả.

### Thứ hạng
| Kết quả              | Thí sinh |
| -------------------- | --- |
| Hoa hậu Hoàn vũ 1970 | - Puerto Rico – Marisol Malaret † |
| Á hậu 1              | - Hoa Kỳ – Deborah Shelton |
| Á hậu 2              | - Úc – Joan Zealand |
| Á hậu 3              | - Nhật Bản – Jun Shimada |
| Á hậu 4              | - Argentina – Beatriz Gross |
| Top 15               | - Brazil – Eliane Thompson - Tiệp Khắc – Kristina Hanzalová - Hy Lạp – Angelique Bourlessa - Guam – Hilary Best - Hồng Kông – Mabel Hawkett - Ý – Anna Zamboni - Malaysia – Josephine Lena Wong - Thụy Điển – Britt-Inger Johansson - Thụy Sĩ – Diane Jane Roth - Venezuela – Bella La Rosa |

### Thứ tự gọi tên
| 1. Malaysia 2. Hy Lạp 3. Hồng Kông 4. Argentina 5. Thụy Sĩ 6. Tiệp Khắc 7. Puerto Rico 8. Úc 9. Ý 10. Brazil 11. Venezuela 12. Nhật Bản 13. Guam 14. Thụy Điển 15. Hoa Kỳ | 1. Puerto Rico 2. Hoa Kỳ 3. Úc 4. Argentina 5. Nhật Bản |

## Các giải thưởng đặc biệt
| Giải thưởng                 | Thí sinh                         |
| --------------------------- | -------------------------------- |
| Hoa hậu Thân thiện          | - Guam – Hillary Best            |
| Hoa hậu Ảnh                 | - Bermuda – Margaret Hill        |
| Trang phục dân tộc đẹp nhất | - Bolivia – Roxana Brown Trigo   |
| Nữ hoàng Expo 1970          | - Malaysia – Josephine Lena Wong |

## Hội đồng giám khảo
- Julio Alemán
- Pearl Bailey
- Edilson Cid Varela
- Eileen Ford
- Sukichiro Hirae
- Yousuf Karsh
- Dong Kingman
- David Merrick
- Line Renaud
- Corinna Tsopei – Hoa hậu Hoàn vũ 1964 đến từ Hy Lạp
- Earl Wilson

## Thí sinh tham gia
Cuộc thi năm nay có tổng cộng 63 thí sinh tham gia:
| Quốc gia/Vùng lãnh thổ | Thí sinh                     |
| ---------------------- | ---------------------------- |
| Argentina              | Beatriz Gros                 |
| Aruba                  | Linda Richardson             |
| Úc                     | Joan Zealand                 |
| Áo                     | Elfriede Kurz                |
| Bahamas                | Antoinette Patrice DeGregory |
| Bỉ                     | Francine Martin              |
| Bermuda                | Margaret Hill                |
| Bolivia                | Roxana Brown                 |
| Brazil                 | Eliane Thompson              |
| Canada                 | Norma Hickey                 |
| Ceylon                 | Yolanda Ahlip                |
| Chile                  | Soledad Errázuriz            |
| Colombia               | María Luisa Riascos          |
| Congo-Kinshasa         | Marie-Josee Basoko           |
| Costa Rica             | Lillian Berrocal             |
| Curaçao                | Nilva Maduro                 |
| Tiệp Khắc              | Kristina Hanzalová           |
| Đan Mạch               | Winnie Hollmann              |
| Cộng hòa Dominica      | Sobeida Fernández            |
| Ecuador                | Zoila Montesinos             |
| Anh                    | Yvonne Ormes                 |
| Phần Lan               | Ursula Rainio                |
| Pháp                   | Françoise Durand-Behot       |
| Đức                    | Irene Neumann                |
| Hy Lạp                 | Angelique Bourlessa          |
| Guam                   | Hilary Ann Best              |
| Hà Lan                 | Maureen Renzen               |
| Honduras               | Francis Van Tuyl             |
| Hồng Kông              | Mabel Hawkett                |
| Iceland                | Erna Jóhannesdottir          |
| Ấn Độ                  | Veena Sajnani                |
| Ireland                | Rita Doherty                 |
| Israel                 | Moshit Tsiporin              |
| Ý                      | Anna Zamboni                 |
| Jamaica                | Sheila Lorna Neil            |
| Nhật Bản               | Jun Shimada                  |
| Hàn Quốc               | Yoo Young-ae                 |
| Liban                  | Georgette Gero               |
| Luxembourg             | Josee Reinert                |
| Malaysia               | Josephine Lena Wong          |
| Malta                  | Tessie Pisani                |
| Mexico                 | Libia Zulema López †         |
| New Zealand            | Glenys Treweek               |
| Nicaragua              | Graciela Salazar             |
| Na Uy                  | Vibeke Steineger             |
| Panama                 | Berta López Herrera          |
| Paraguay               | Teresa Mercedes Brítez       |
| Peru                   | Cristina Málaga              |
| Philippines            | Simonette de Los Reyes       |
| Bồ Đào Nha             | Ana Maria Diozo Lucas        |
| Puerto Rico            | Marisol Malaret              |
| Scotland               | Lee Marshall                 |
| Singapore              | Cecilia Undasan              |
| Tây Ban Nha            | Noelia Afonso                |
| Suriname               | Ingrid Mamadeus              |
| Thụy Điển              | Britt-Inger Johansson        |
| Thụy Sĩ                | Diane Jane Roth              |
| Tunisia                | Zohra Tabania                |
| Thổ Nhĩ Kỳ             | Asuman Tuğberk               |
| Uruguay                | Renee Buncristiand           |
| Hoa Kỳ                 | Deborah Shelton              |
| Venezuela              | Bella La Rosa                |
| Wales                  | Sandra Cater                 |

## Chú ý

### Lần đầu tham gia
- Tiệp Khắc

### Trở lại
- Lần cuối tham gia vào năm 1965:
  -  Bồ Đào Nha
- Lần cuối tham gia vào năm 1967:
  -  Panama
  -  Paraguay
- Lần cuối tham gia vào năm 1968:
  -  Liban

### Bỏ cuộc
- Bonaire – không cuộc thi nào được tổ chức
- Thái Lan – Warunee Sangsirinavin, người chiến thắng của Hoa hậu Thái Lan 1969 chưa đủ tuổi trước ngày 1 tháng Hai. Cô ấy tham dự vào năm 1971.